# 桃園市行政區劃
桃園市行政區劃係描述與今中華民國桃園市相關之行政區劃沿革，及現今桃園市之行政區劃範圍。
目前桃園市劃分為13區（含1原住民區），其中面積最大和最小的行政區分別是復興區和八德區，兩區面積分別為350.7775平方公里和33.7111平方公里；人口最多和最少的行政區分別是桃園區和復興區，2024年底兩區人口分別為475,798人和13,261人；人口密度最高和最低的行政區分別是桃園區和復興區，2024年底兩區人口密度分別為每平方公里13,671人和每平方公里38人。

## 沿革

### 荷西時期
- 西元1626年，西班牙來到北臺灣開始進行殖民統治，並將今北桃園地區劃入其設立的淡水省區，南桃園和山區則未被納入其勢力範圍。
- 西元1642年8月，荷蘭通過戰爭自西班牙手中獲得北臺灣統治權。
- 西元1644年，荷蘭當局在今新竹以北成立淡水地方會議區，包含今日的桃園地區。

### 明鄭時期
- 永曆15年（西元1661年），鄭成功擊敗荷蘭人取得臺灣後，將新港溪（今鹽水溪）以北的整個臺灣西部劃為天興縣，今桃園地區即屬之。
- 永曆18年（西元1664年），天興縣升格為天興州。

### 清治時期
- 康熙22年（西元1683年），明鄭當局降清，其所有行政區劃廢止。
- 康熙23年（西元1684年），臺灣府成立，隸屬福建省臺廈道，下轄三個縣，今桃園地區屬於當時的諸羅縣。
- 雍正元年（西元1723年），虎尾溪以北的土地脫離諸羅縣，改設彰化縣和淡水廳，桃園地區在此時屬於彰化縣。
- 雍正5年（西元1727年），臺灣府改隸臺灣道，仍為福建省管。
- 雍正9年（西元1731年），彰化縣在大甲溪以北的土地正式劃歸淡水廳，桃園地區遂改隸於該廳。

乾隆5年（西元1740年）時，今桃園市範圍在淡水廳之下的行政區劃如下：
| 堡     | 街庄             | 現今行政區                             |
| ------ | ---------------- | -------------------------------------- |
| 淡水堡 | 虎茅庄           | 桃園區、蘆竹區                         |
| 淡水堡 | 澗仔壢庄         | 中壢區                                 |
| 竹塹堡 | 翠豐庄、大溪墘庄 | 楊梅區、新屋區、觀音區                 |
| 竹塹堡 | 芝芭里庄         | 桃園區、中壢區、平鎮區、大園區、觀音區 |

同治10年（西元1871年）時，今桃園市範圍在淡水廳之下的行政區劃如下：
| 堡       | 街庄 | 現今行政區 |
| -------- | --- | ---------- |
| 桃澗堡   | 桃園街、大樹林庄、大檜溪庄、小檜溪庄、水汴頭庄、埔仔庄、中路庄、崁仔腳庄 | 桃園區     |
| 桃澗堡   | 興南庄、中壢埔頂庄、內壢庄、青埔庄、水尾庄、後藔庄、石頭庄、芝芭里庄、洽溪仔庄、三座屋庄 | 中壢區     |
| 桃澗堡   | 宋屋庄、北勢庄、雙連陂庄、安平鎮庄、山仔頂庄、南勢庄、社仔庄、東勢庄 | 平鎮區     |
| 桃澗堡   | 八塊厝庄、霄裡庄、下庄仔庄、大湳庄、小大湳庄、茄苳溪庄 | 八德區     |
| 桃澗堡   | 高山頂庄 | 楊梅區     |
| 桃澗堡   | 南崁下庄、南崁廟口庄、南崁內厝庄、蘆竹厝庄、新興庄、中興庄、福興庄、大竹圍庄、新仔庄 | 蘆竹區     |
| 桃澗堡   | 員樹林庄、埔頂庄、南興庄、蕃仔藔庄 | 大溪區     |
| 桃澗堡   | 龍潭陂庄、八張犁庄、烏樹林庄、竹窩仔庄、四方林庄、黃泥塘庄、九座藔庄、三坑仔庄、三角林庄、打鐵坑庄、大坪庄、十一份庄、淮仔埔庄、泉水空庄、銅鑼圈庄、三洽水庄                                         | 龍潭區     |
| 桃澗堡   | 新路坑庄、舊路坑庄、兔仔坑庄、楓樹坑庄、山頂庄、大湖庄、下湖庄、苦苓林庄、山尾庄、菜公堂庄、南崁頂庄                                                                                                 | 龜山區     |
| 桃澗堡   | 竹圍庄 | 大園區     |
| 八里坌堡 | 坑仔口庄、坑仔外庄、坑仔庄 | 蘆竹區     |
| 八里坌堡 | 牛角坡庄、塔藔坑庄 | 龜山區     |
| 竹北二堡 | 大崙庄、過嶺庄 | 中壢區     |
| 竹北二堡 | 楊梅壢庄、水尾庄、頭湖庄、三湖庄、上四湖庄、水流東庄、崩坡庄、秀才窩庄、大平山下庄、草湳陂庄、矮坪仔庄、頭重溪庄、老坑庄、二重溪庄、大金山下庄、伯公崗庄、員笨庄、下陰影窩庄、上陰影窩庄、上田心仔庄 | 楊梅區     |
| 竹北二堡 | 大坵園庄、內海墘庄、田心仔庄、照鏡庄、橫山庄、埔心庄、五塊厝、許厝港庄、雙溪口庄、沙崙庄、大牛稠庄、圳股頭庄                                                                                         | 大園區     |
| 竹北二堡 | 石觀音庄、茄苳坑庄、大潭庄、三座屋庄、坑尾庄、坡藔庄、白沙墩庄、樹林仔庄、新陂庄、下大堀庄、崙坪庄、上大堀庄、苦練腳庄、草漯庄、塔仔腳庄、下青埔庄                                                   | 觀音區     |
| 竹北二堡 | 新屋庄、北勢庄、石磊仔庄、東勢庄、社仔庄、番婆庄、埔頂庄、九斗庄、上青埔庄、犁頭洲庄、大坡庄、十五間庄、後庄、槺榔庄、蚵殼港庄、笨仔港庄、大牛欄庄、崁頭厝庄、下田心仔庄、石牌嶺庄                   | 新屋區     |
| 海山堡   | 新溪洲庄、舊溪洲庄、內柵庄、田心仔庄、大嵙崁街、月眉庄、石墩庄、烏塗窟庄、三層庄、缺仔庄、中庄 | 大溪區     |

- 光緒元年（西元1875年），臺北府成立，淡水廳在改隸臺北府的同時被分割為淡水縣、新竹縣、基隆廳，其中桃澗堡以東、以北的地區歸淡水縣，竹北二堡以西、以南的地區歸新竹縣，桃園地區開始分屬淡水縣和新竹縣管轄。
- 光緒11年（西元1885年），臺灣建省，臺灣道以及其下的臺灣府、臺北府改隸福建臺灣省。
- 光緒20年（西元1894年），析淡水縣海山堡一帶增設南雅廳，僅轄一個堡（即海山堡），廳治在今大溪區境內。

### 日治時期

#### 縣制時期
- 明治28年（西元1895年），日本政府獲清朝政府割讓臺灣主權後，隨即公布以臺灣清領時期三府一直隸州為基礎的三縣一廳制，今桃園地區屬於當時的臺北縣。
- 明治30年（西元1897年）6月10日，六縣三廳制實施，桃園地區在此時分屬臺北縣和新竹縣管轄。
- 明治31年（西元1898年）6月20日，三縣三廳制實施，新竹縣北半部併入臺北縣，桃園地區重新完全屬於臺北縣。

#### 廳制時期
- 明治34年（西元1901年），以「廳—支廳—區—街庄」四級體系為基礎的二十廳制實施，今桃園地區一帶設置桃仔園廳（絕大部份）[10]以及臺北廳（小部份）。
- 明治36年（西元1903年），桃仔園廳更名為桃園廳。

桃園廳之行政區劃如下（僅列出現今屬於桃園市的地區）：
| 支廳       | 區       | 街庄 | 現今行政區 |
| ---------- | -------- | --- | ---------- |
| （廳直轄） | 桃園區   | 桃園街、大樹林庄、大檜溪庄、小檜溪庄 | 桃園區     |
| （廳直轄） | 龜崙口區 | 新路坑庄、舊路坑庄、兔仔坑庄、楓樹坑庄、山頂庄、坪頂大湖庄、坪頂下湖庄、坪頂苦苓林庄、坪頂山尾庄、坪頂菜公堂庄                                 | 龜山區     |
| （廳直轄） | 南崁區   | 南崁頂庄 | 龜山區     |
| （廳直轄） | 南崁區   | 南崁下庄、南崁廟口庄、南崁內厝庄、蘆竹厝庄 | 蘆竹區     |
| （廳直轄） | 南崁區   | 水汴頭庄 | 桃園區     |
| （廳直轄） | 埔仔區   | 埔仔庄、中路庄、崁子腳庄 | 桃園區     |
| （廳直轄） | 埔仔區   | 新興庄、中興庄、福興庄、大竹圍庄、新庄仔庄 | 蘆竹區     |
| （廳直轄） | 八塊厝區 | 八塊厝庄、霄裡庄、下庄仔庄、大湳庄、小大湳庄、茄苳溪庄                                                                                         | 八德區     |
| 中壢支廳   | 中壢區   | 興南庄、中壢埔頂庄、內壢庄、青埔庄、水尾庄、後藔庄、石頭庄                                                                                     | 中壢區     |
| 中壢支廳   | 宋屋區   | 三座屋 | 中壢區     |
| 中壢支廳   | 宋屋區   | 高山頂庄 | 楊梅區     |
| 中壢支廳   | 宋屋區   | 宋屋庄、北勢庄、雙連陂庄 | 平鎮區     |
| 中壢支廳   | 安平鎮區 | 安平鎮庄、山仔頂庄、南勢庄、社仔庄、東勢庄 | 平鎮區     |
| 中壢支廳   | 大崙區   | 大崙庄、過嶺庄、芝芭里庄、洽溪仔庄 | 中壢區     |
| 中壢支廳   | 大崙區   | 崙坪庄、上大堀庄、苦練腳庄 | 觀音區     |
| 大嵙崁支廳 | 大嵙崁區 | 大嵙崁街、月眉庄、田心仔庄、石墩庄、內柵庄、新溪洲庄、舊溪洲庄                                                                                 | 大溪區     |
| 大嵙崁支廳 | 員樹林區 | 員樹林庄、埔頂庄、南興庄、蕃仔藔庄、缺仔庄 | 大溪區     |
| 大嵙崁支廳 | 三層區   | 三層庄、烏塗窟庄 | 大溪區     |
| 大嵙崁支廳 | 龍潭陂區 | 龍潭陂庄、八張犁庄、烏樹林庄、竹窩仔庄、四方林庄、黃泥塘庄、九座藔庄                                                                           | 龍潭區     |
| 大嵙崁支廳 | 三坑仔區 | 三坑仔庄、三角林庄、打鐵坑庄、大坪庄、十一份庄、淮仔埔庄、泉水空庄                                                                             | 龍潭區     |
| 楊梅壢支廳 | 楊梅壢區 | 楊梅壢庄、水尾庄、頭湖庄、三湖庄、上四湖庄、水流東庄、崩坡庄、秀才窩庄、大平山下庄、草湳陂庄、矮坪仔庄、頭重溪庄、老坑庄、二重溪庄、大金山下庄 | 楊梅區     |
| 楊梅壢支廳 | 新屋區   | 員笨庄、下陰影窩庄、上陰影窩庄、上田心仔庄 | 楊梅區     |
| 楊梅壢支廳 | 新屋區   | 下青埔庄 | 觀音區     |
| 楊梅壢支廳 | 新屋區   | 新屋庄、北勢庄、石磊仔庄、東勢庄、社仔庄、番婆坟庄、埔頂庄、九斗庄、上青埔庄、犁頭洲庄                                                         | 新屋區     |
| 楊梅壢支廳 | 大坡區   | 大坡庄、十五間庄、後庄、槺榔庄、蚵殼港庄、笨仔港庄、大牛欄庄、崁頭厝庄、下田心仔庄、石牌嶺庄                                                   | 新屋區     |
| 楊梅壢支廳 | 大坡區   | 伯公崗庄 | 楊梅區     |
| 大坵園支廳 | 大坵園區 | 草漯庄、塔仔腳庄 | 觀音區     |
| 大坵園支廳 | 大坵園區 | 大坵園庄、內海墘庄、田心仔庄、照鏡庄、橫山庄、埔心庄、五塊厝庄、許厝港庄、雙溪口庄                                                             | 大園區     |
| 大坵園支廳 | 竹圍區   | 竹圍庄、沙崙庄、大牛稠庄、圳股頭庄 | 大園區     |
| 大坵園支廳 | 石觀音區 | 石觀音庄、茄苳坑庄、大潭庄、三座屋庄、坑尾庄、坡藔庄、白沙墩庄、樹林仔庄、新陂庄、下大堀庄                                                     | 觀音區     |
| 鹹菜硼支廳 | 銅鑼圈區 | 銅鑼圈庄、三洽水庄 | 龍潭區     |

臺北廳之行政區劃如下（僅列出現今屬於桃園市的地區）：
| 支廳     | 區       | 街庄                       | 現今行政區 |
| -------- | -------- | -------------------------- | ---------- |
| 新庄支廳 | 坑仔區   | 坑仔口庄、坑仔外庄、坑仔庄 | 蘆竹區     |
| 新庄支廳 | 樹林口區 | 牛角坡庄                   | 龜山區     |
| 新庄支廳 | 貴仔坑區 | 塔寮坑庄                   | 龜山區     |

#### 州制時期
- 大正9年（西元1920年），套用「州－郡－街庄」三級體系的州制實施，街庄之下設大字，部分大字下再設小字。此時在今桃竹苗地區設立新竹州，桃園地區從此一直隸屬於新竹州的一部分直到日治時期結束。

新竹州之行政區劃如下（僅列出現今屬於桃園市的地區）：
| 郡     | 街庄   | 大字 | 小字                                                       | 現今行政區 |
| ------ | ------ | --- | ---------------------------------------------------------- | ---------- |
| 桃園郡 | 桃園街 | 桃園 | 武陵、公館頭、中南、長美                                   | 桃園區     |
| 桃園郡 | 桃園街 | 埔子 | 埔子、北門埔子、八角店子                                   | 桃園區     |
| 桃園郡 | 桃園街 | 水汴頭 | 水汴頭、下埔子                                             | 桃園區     |
| 桃園郡 | 桃園街 | 大樹林、大檜溪、小檜溪、中路、崁子腳 | （未設有小字）                                             | 桃園區     |
| 桃園郡 | 八塊庄 | 八塊、霄裡、下庄子、大湳、小大湳、茄苳溪 | （未設有小字）                                             | 八德區     |
| 桃園郡 | 蘆竹庄 | 南崁廟口 | 營盤坑、羊稠坑、山鼻子、廟口、蕃子厝                       | 蘆竹區     |
| 桃園郡 | 蘆竹庄 | 南崁內厝 | 內厝、溪洲                                                 | 蘆竹區     |
| 桃園郡 | 蘆竹庄 | 坑子口 | 後壁厝、頭前、海湖                                         | 蘆竹區     |
| 桃園郡 | 蘆竹庄 | 坑子外 | 外社、草子崎、山腳                                         | 蘆竹區     |
| 桃園郡 | 蘆竹庄 | 坑子 | 赤塗崎、貓尾崎、土地公坑、頂社                             | 蘆竹區     |
| 桃園郡 | 蘆竹庄 | 新興、福興、中興、新庄子、大竹圍、蘆竹、南崁下 | （未設有小字）                                             | 蘆竹區     |
| 桃園郡 | 龜山庄 | 兔子坑 | 社後坑大湖頂、社後坑大丘田下                               | 龜山區     |
| 桃園郡 | 龜山庄 | 舊路坑 | 舊路坑、西勢湖、大埔                                       | 龜山區     |
| 桃園郡 | 龜山庄 | 楓樹坑 | 坪頂、頂湖、楓樹坑                                         | 龜山區     |
| 桃園郡 | 龜山庄 | 塔寮坑 | 嶺腳、馬頭、坑底、新朝嶺、關公嶺、大菁坑、尖山外、大坑     | 龜山區     |
| 桃園郡 | 龜山庄 | 牛角坡 | 牛角坡、垹坡、水浘、嶺頭、樟腦寮                           | 龜山區     |
| 桃園郡 | 龜山庄 | 南崁頂 | 南崁頂、大坑、員林坑、陳厝坑、蕃子窩                       | 龜山區     |
| 桃園郡 | 龜山庄 | 坪頂山尾 | 山尾、後厝                                                 | 龜山區     |
| 桃園郡 | 龜山庄 | 坪頂菜公堂 | 菜公堂、埤寮                                               | 龜山區     |
| 桃園郡 | 龜山庄 | 山頂、新路坑、坪頂大湖、坪頂苦苓林、坪頂下湖 | （未設有小字）                                             | 龜山區     |
| 桃園郡 | 大園庄 | 竹圍 | 竹圍、海口、海方厝、田寮、三塊石、崁腳、崁下、拔子林、四股 | 大園區     |
| 桃園郡 | 大園庄 | 沙崙 | 沙崙、後厝、坡堵、埔頂                                     | 大園區     |
| 桃園郡 | 大園庄 | 圳股頭 | 圳股頭、後館、古亭                                         | 大園區     |
| 桃園郡 | 大園庄 | 田心子 | 田心子、崁腳、照鏡                                         | 大園區     |
| 桃園郡 | 大園庄 | 橫山 | 橫山、湳子、尖山                                           | 大園區     |
| 桃園郡 | 大園庄 | 雙溪口 | 溪洲子、下縣厝子                                           | 大園區     |
| 桃園郡 | 大園庄 | 五塊厝 | 下埔、大埔                                                 | 大園區     |
| 桃園郡 | 大園庄 | 大牛稠 | 大牛稠、倒厝子                                             | 大園區     |
| 桃園郡 | 大園庄 | 埔心 | 海豐坡、埔心、三塊厝                                       | 大園區     |
| 桃園郡 | 大園庄 | 大園、許厝港、照鏡、內海墘 | （未設有小字）                                             | 大園區     |
| 中壢郡 | 中壢街 | 水尾 | 水尾、中壢新                                               | 中壢區     |
| 中壢郡 | 中壢街 | 興南 | 興南、中壢老                                               | 中壢區     |
| 中壢郡 | 中壢街 | 三座屋 | 三座屋、舊社                                               | 中壢區     |
| 中壢郡 | 中壢街 | 芝芭里 | 芝芭里、大路下                                             | 中壢區     |
| 中壢郡 | 中壢街 | 大崙 | 內厝子、月眉、山下                                         | 中壢區     |
| 中壢郡 | 中壢街 | 內壢、青埔、過嶺、後寮、石頭、洽溪子、中壢埔頂 | （未設有小字）                                             | 中壢區     |
| 中壢郡 | 楊梅街 | 水尾 | 水尾、隘口寮                                               | 楊梅區     |
| 中壢郡 | 楊梅街 | 崩坡 | 崩坡、老窩                                                 | 楊梅區     |
| 中壢郡 | 楊梅街 | 草湳坡 | 草湳坡、埔心                                               | 楊梅區     |
| 中壢郡 | 楊梅街 | 大金山下 | 大金山下、月眉山下                                         | 楊梅區     |
| 中壢郡 | 楊梅街 | 上田心子 | 營盤腳、田寮子、田心子                                     | 楊梅區     |
| 中壢郡 | 楊梅街 | 楊梅、老坑、水流東、大平山下、秀才窩、高山頂、上四湖、頭湖、三湖、伯公岡、員笨、上陰影窩、下陰影窩、頭重溪、二重溪、矮坪子                                                                                 | （未設有小字）                                             | 楊梅區     |
| 中壢郡 | 平鎮庄 | 東勢 | 東勢、金鷄湖                                               | 平鎮區     |
| 中壢郡 | 平鎮庄 | 宋屋 | 高山下、廣興                                               | 平鎮區     |
| 中壢郡 | 平鎮庄 | 南勢、社子、山子頂、平鎮、北勢、雙連坡 | （未設有小字）                                             | 平鎮區     |
| 中壢郡 | 觀音庄 | 茄苳坑 | 對面厝、兩座屋                                             | 觀音區     |
| 中壢郡 | 觀音庄 | 大潭 | 大潭、塘背、塘尾、小飯壢                                   | 觀音區     |
| 中壢郡 | 觀音庄 | 觀音 | 觀音、新坡下                                               | 觀音區     |
| 中壢郡 | 觀音庄 | 三座屋 | 三座屋、橫圳頂、新興                                       | 觀音區     |
| 中壢郡 | 觀音庄 | 白沙屯 | 白沙屯、埔頂、下埔頂、下莊子、坑子背、溝尾                 | 觀音區     |
| 中壢郡 | 觀音庄 | 樹林子 | 樹林子、過溪子、崁頭子                                     | 觀音區     |
| 中壢郡 | 觀音庄 | 坡寮 | 水尾子、坡寮、後湖                                         | 觀音區     |
| 中壢郡 | 觀音庄 | 新坡 | 張厝、青埔子、新坡                                         | 觀音區     |
| 中壢郡 | 觀音庄 | 下青埔 | 下青埔、尾湖、樹子腳                                       | 觀音區     |
| 中壢郡 | 觀音庄 | 坑尾、下大堀、草漯、塔子腳、崙坪、上大堀、苦練腳 | （未設有小字）                                             | 觀音區     |
| 中壢郡 | 新屋庄 | 新屋 | 新屋、後湖                                                 | 新屋區     |
| 中壢郡 | 新屋庄 | 東勢 | 東勢、上庄子、甲頭屋                                       | 新屋區     |
| 中壢郡 | 新屋庄 | 北勢 | 北勢、紅泥坡                                               | 新屋區     |
| 中壢郡 | 新屋庄 | 石磊子 | 石磊子、水流                                               | 新屋區     |
| 中壢郡 | 新屋庄 | 埔頂 | 埔頂、水碓                                                 | 新屋區     |
| 中壢郡 | 新屋庄 | 犁頭洲 | 犁頭洲、青草坡                                             | 新屋區     |
| 中壢郡 | 新屋庄 | 十五間 | 十五間、十五間尾                                           | 新屋區     |
| 中壢郡 | 新屋庄 | 大坡 | 大坡、三角堀                                               | 新屋區     |
| 中壢郡 | 新屋庄 | 蚵殼港 | 蚵殼港、深圳                                               | 新屋區     |
| 中壢郡 | 新屋庄 | 糠榔 | 上糠榔、下糠榔                                             | 新屋區     |
| 中壢郡 | 新屋庄 | 笨子港 | 笨子港、榕樹下、埔子頂                                     | 新屋區     |
| 中壢郡 | 新屋庄 | 崁頭厝 | 崁頭厝、下莊子                                             | 新屋區     |
| 中壢郡 | 新屋庄 | 大牛欄 | 大牛欄、後湖、下埔頂                                       | 新屋區     |
| 中壢郡 | 新屋庄 | 下田心子 | 下田心子、員笨、赤牛欄                                     | 新屋區     |
| 中壢郡 | 新屋庄 | 九斗、上青埔、社子、番婆坟、後庄、石牌嶺 | （未設有小字）                                             | 新屋區     |
| 大溪郡 | 大溪街 | 大溪 | 上街、下街、新街、新南、後尾、草店尾                       | 大溪區     |
| 大溪郡 | 大溪街 | 田心子 | 上田心子、下田心子                                         | 大溪區     |
| 大溪郡 | 大溪街 | 石屯 | 上石屯、下石屯                                             | 大溪區     |
| 大溪郡 | 大溪街 | 內柵 | 內柵、埔尾、下崁                                           | 大溪區     |
| 大溪郡 | 大溪街 | 三層 | 三層、尾寮、坑底、頭寮、八結、阿母坪、柑坪                 | 大溪區     |
| 大溪郡 | 大溪街 | 南興 | 南興、社角、廣福                                           | 大溪區     |
| 大溪郡 | 大溪街 | 缺子 | 粟子園、缺子                                               | 大溪區     |
| 大溪郡 | 大溪街 | 中庄 | 中庄、中庄街、頂山腳                                       | 大溪區     |
| 大溪郡 | 大溪街 | 新溪洲、舊溪洲、月眉、烏塗窟、埔頂、員樹林、番子寮 | （未設有小字）                                             | 大溪區     |
| 大溪郡 | 龍潭庄 | 四方林 | 四方林、大湖底                                             | 龍潭區     |
| 大溪郡 | 龍潭庄 | 大坪 | 大坪、二坪                                                 | 龍潭區     |
| 大溪郡 | 龍潭庄 | 黃泥塘、烏樹林、八張犁、竹窩子、龍潭、九座寮、泉水空、淮子埔、三坑子、十一分、打鐵坑、三角林、銅鑼圈、三洽水                                                                                               | （未設有小字）                                             | 龍潭區     |
| 大溪郡 | 蕃地   | 水流東、十三分、基國派、角板山社、哈盆、優霞雲、志繼、拉號、羅浮、高坡、竹頭角、奎輝、高遶、嘎色鬧、烏來、義興、高義蘭、比亞外、雪霧鬧、蘇樂、武道能敢、砂崙子、鐵立庫、爺亨、哈嘎灣、庫魯山、嘎拉賀、巴陵 | （未設有小字）                                             | 復興區     |

### 中華民國時期

#### 新竹縣時期
- 民國34年（西元1945年），中華民國政府接收臺灣，將日治時期的州改為縣，其下的郡改為縣轄區、街改為鎮、庄和蕃地改為鄉，州轄市改為省轄市或縣轄市，名稱大多如舊[註 1]。此時桃園地區屬於新竹縣之下的桃園、中壢、大溪3區。
- 民國38年（西元1949年）3月，大溪區角板鄉與竹東區尖石鄉、五峰鄉和大湖區大安鄉4鄉各自脫離原本的區，並合併成立新峰區。

#### 桃園縣時期
- 民國39年（西元1950年）8月，臺灣省行政區劃改為5省轄市及16縣，其中新竹縣桃園、中壢、大溪三區全境和新峰區角板鄉合併設置桃園縣；同時臺灣全面廢止區署，由縣政府直轄鄉鎮。
- 民國43年（西元1954年）10月31日，角板鄉改稱復興鄉[12]。
- 民國100年（西元2011年）1月1日，桃園縣啟用直轄市之部分規定，為準直轄市[13]。

桃園縣最初轄有4鎮9鄉，而後有3鎮3鄉陸續改制為縣轄市、1鄉套用山地鄉之相關規定，最終桃園縣在改制直轄市之前，轄有6市1鎮5鄉1山地鄉：

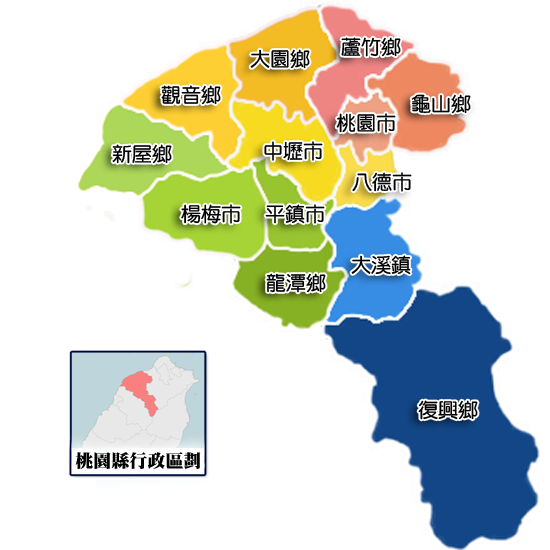
桃園縣行政區劃

| 行政區名 | 行政區類型 | 改制縣轄市日期 | 改制前 | 來源   |
| -------- | ---------- | -------------- | ------ | ------ |
| 中壢市   | 縣轄市     | 1967年7月1日   | 鎮     | [ 14 ] |
| 桃園市   | 縣轄市     | 1971年4月21日  | 鎮     | [ 15 ] |
| 平鎮市   | 縣轄市     | 1992年3月1日   | 鄉     | [ 16 ] |
| 八德市   | 縣轄市     | 1995年1月1日   | 鄉     | [ 17 ] |
| 楊梅市   | 縣轄市     | 2010年8月1日   | 鎮     | [ 18 ] |
| 蘆竹市   | 縣轄市     | 2014年6月3日   | 鄉     | [ 19 ] |
| 大溪鎮   | 鎮         |                |        |        |
| 龍潭鄉   | 鄉         |                |        |        |
| 龜山鄉   | 鄉         |                |        |        |
| 大園鄉   | 鄉         |                |        |        |
| 觀音鄉   | 鄉         |                |        |        |
| 新屋鄉   | 鄉         |                |        |        |
| 復興鄉   | 山地鄉     |                |        |        |
| 桃園縣   | 縣         |                |        |        |

#### 桃園市時期
- 民國103年（西元2014年）12月25日，直轄市桃園市成立，原桃園縣12個鄉鎮市全數改為區，1個山地鄉改為直轄市山地原住民區，名稱均不變。

## 市轄區簡介（郵遞區號）

### 中壢區（320）
中壢區，舊稱「澗仔壢」，是桃園中壢都會區的核心之一、南桃園中心，跟桃園區構成雙城格局。本區是人口重鎮，總人口高居全市第二、人口密度則居第三。本區幅員廣大，因此除了口語上被稱作「中壢」的區中心之外，本區還包含了內壢、龍岡、青埔等眾多地區。本區早期因是竹塹城和臺北盆地之間交通的中繼站而得以發展，至今已成為桃園市乃至北臺灣的重要交通中心之一，鐵路方面擁有中壢車站、內壢車站、高鐵桃園站和5個桃園捷運車站，是目前全市擁有最多鐵路車站的區；市區公車方面主要由桃園客運、中壢客運和亞通客運營運，以中壢車站為中心，公車路線呈輻射狀分布於區內、全市各區或遠至外縣市；長途客運則由國光客運等業者營運，有許多通往北北基的路線；另外，桃園市公共自行車租賃系統在本區設有97站。高等教育方面，桃園市16所大專院校之中就有7所位於中壢區，讓中壢成為全市高等教育的中心，也使得本區成為全臺灣擁有最多大專院校的鄉鎮市區

### 平鎮區（324）
平鎮區，舊稱「安平鎮」，是桃園中壢都會區重要的衛星都市，早期以南勢、山子頂一帶為發展重心。現在由於中壢都市擴張，平鎮的經濟活動重心已轉移至北勢等靠近中壢的地帶，而事實上所謂中壢市區有約三分之一的區域屬於本區管轄，兩區的發展關係相當緊密。

### 龍潭區（325）
龍潭區，舊稱「龍潭陂」，前身「龍潭鄉」，位在桃園市南部，因龍潭交流道設立，加上中科院、核研所以及新竹科學工業園區龍潭園區均位於本區，發展較為快速；此外本區也有龍潭大池、石門水庫等重要地標。

### 楊梅區（326）
楊梅區，舊稱「楊梅壢」，境內有楊梅工業區和秀才科技園區等數個工業區，以及楊梅、埔心、富岡、新富共四個火車站。

### 新屋區（327）
新屋區，前身「新屋鄉」，是一個重要的農業區，農產量居桃園市之冠。但本區也是全市平地地區人口最少的區，不同於市內其他市轄區的大幅增長，本區近25年來人口成長停滯，長期維持在4.9萬人左右；且人口高齡化嚴重，有約14.4%的人口為老年人。

### 觀音區（328）
觀音區，舊稱「石觀音」，前身「觀音鄉」，傳統上可分為三個發展各不相同的次分區：觀音地區、草漯地區、新坡地區。觀音地區是本區的行政中心；草漯地區已有部分土地成為桃園航空城的可能預定建地，房價因而大漲；新坡地區則因鄰近中壢區、交通便捷，有部分地區被劃入中壢都會區都市計畫區。

### 桃園區（330）
桃園區，舊稱「虎茅庄」，後稱「桃仔園」，是桃園市政府駐地、桃園中壢都會區的核心之一、北桃園中心，與中壢區構成雙城格局。本區是全市的人口精華區，人口數和人口密度皆高居第一。本區之下設有五個非正式行政區劃的次分區，分別為：市中區、中路區、埔子區、會稽區和大樹林區。本區醫療方面擁有450間各類型的醫療機構，為全市最多。交通方面則有著名的臺鐵桃園站；而本區的市區公車主要由桃園客運及中壢客運營運，公車路線以桃園車站周邊為中心，除了桃園區內部外，也行駛至臺灣桃園國際機場、全市各區和外縣市；長途客運則有眾多通往臺北的客運會行經並停靠本區；桃園市公共自行車租賃系統則在本區設有89個站點。休閒文化方面，桃園區擁有112座公園或綠地，並自詡「公園城市」；知名場館或景點則有像是桃園展演中心、桃園市立體育場、桃園巨蛋、虎頭山等。順帶一提，桃園區是臺灣唯一與所屬城市同名的區。

### 龜山區（333）
龜山區，舊稱「龜崙」，前身「龜山鄉」，位於桃園市東北部，因受地形影響，全區分為四個分散獨自發展的區域：龜山、龍壽（迴龍）、南崁頂（南崁）、坪頂。鄰近桃園區的龜山地區是傳統上的區中心，區公所位於此；龍壽（迴龍）地區位於桃園市邊界上，與新北市的新莊區、樹林區關係密切；南崁頂（南崁）地區緊鄰蘆竹區的精華區，被視作後者的延伸；坪頂地區和新北市林口區連成一線，近年來以臺北都會區外圍新市鎮的型態發展，是全區乃至全市最早開通桃園捷運的地區之一，目前境內有2個桃捷車站。

### 八德區（334）
八德區，舊稱「八塊厝」，是桃園中壢都會區重要的衛星都市，本區地狹人稠，人口密度僅次於桃園區。另外，本區有高達2萬名馬祖人移居，甚至比馬祖本地目前的人口還多，再加上其他的閩南、客家等族群，整體呈現多元文化的面貌。

### 大溪區（335）
大溪區，古稱「大姑陷」，清領時期舊稱「大姑崁」、「大嵙崁」，前身「大溪鎮」，以貫穿全區的大漢溪分為河東地區與河西地區，前者是本區傳統中心，有大溪區公所和以大溪老街為中心的舊街區；後者則因本身鄰近其他市轄區的地理位置和大溪交流道的設立，近年來發展為交通中心，並出現以低密度住宅為主的埔頂重劃區。

### 復興區（336）
復興區，舊稱「角板山」，前身「復興鄉」，位於桃園市東南端，是桃園市境內唯一的直轄市山地原住民區，為桃園市面積最大、人口最少的行政區，在全臺灣六個直轄市山地原住民區中，是人口最多、人口密度最高者，其境內主要族群為泰雅族。復興區發展的觀光業主要係利用其自然資源之優勢，區內有東眼山森林遊樂區及拉拉山等著名觀光景點。

### 大園區（337）
大園區，舊稱「大坵園」，前身「大園鄉」，位於桃園市北部，是臺灣第一大機場臺灣桃園國際機場所在地，本區也開始建設各種輔助機場功能的大型建設，如桃園航空城、桃園捷運。

### 蘆竹區（338）
蘆竹區，舊稱「蘆竹厝」，位於桃園市最北端，境內可分為三個區域：南崁、大竹、山腳（坑子）。南崁地區是全區的發展重心，區公所亦位於此；大竹地區鄰近桃園區埔子、桃園機場、機場系統交流道，交通位置良好；山腳（坑子）位於本區東北部、靠山靠海，是蘆竹區最早有桃園捷運通過的區域，目前境內有2個桃捷車站。

## 列表
桃園市共轄13區，以下資料時間為2024年底。
| 區名   | 區域 代碼 | 面積 （km²） | 下轄 數 | 下轄 鄰數 | 人口數    | 人口 消長 | 人口密度 （人/km²） | 地圖 |
| ------ | --------- | ------------ | ------- | --------- | --------- | --------- | ------------------- | ---- |
| 桃園區 | 68000010  | 34.8046      | 82      | 1,780     | 475,798   | +5,115    | 13,671              |      |
| 中壢區 | 68000020  | 76.5200      | 88      | 1,986     | 435,050   | +3,795    | 5,685               |      |
| 大溪區 | 68000030  | 105.1206     | 28      | 678       | 94,404    | -203      | 898                 |      |
| 楊梅區 | 68000040  | 89.1229      | 41      | 1,009     | 181,526   | +1,494    | 2,037               |      |
| 蘆竹區 | 68000050  | 75.5025      | 39      | 687       | 169,936   | +699      | 2,251               |      |
| 大園區 | 68000060  | 87.3925      | 20      | 429       | 88,166    | +1,532    | 1,009               |      |
| 龜山區 | 68000070  | 72.0177      | 32      | 866       | 183,895   | +5,598    | 2,553               |      |
| 八德區 | 68000080  | 33.7111      | 51      | 1,370     | 214,690   | +1,287    | 6,369               |      |
| 龍潭區 | 68000090  | 75.2341      | 32      | 904       | 127,270   | +667      | 1,692               |      |
| 平鎮區 | 68000100  | 47.7532      | 46      | 1,494     | 229,389   | -297      | 4,804               |      |
| 新屋區 | 68000110  | 85.0166      | 23      | 270       | 49,389    | +112      | 581                 |      |
| 觀音區 | 68000120  | 87.9807      | 24      | 406       | 75,874    | +1,353    | 862                 |      |
| 復興區 | 68000130  | 350.7775     | 10      | 125       | 13,261    | +51       | 38                  |      |
| 桃園市 | 68000     | 1,220.9540   | 516     | 12,004    | 2,338,648 | +21,203   | 1,915               |      |

- 人口消長計算方式為2024年底人口減去2023年底人口，負值以紅字表示，正值以藍字表示，沒有增長以綠字表示
- 各區人口密度以4捨5入至小數點前1位計之

## 地圖
| 桃園市行政區劃示意圖 |
|                      |

## 圖集

桃園市各行政區圖集
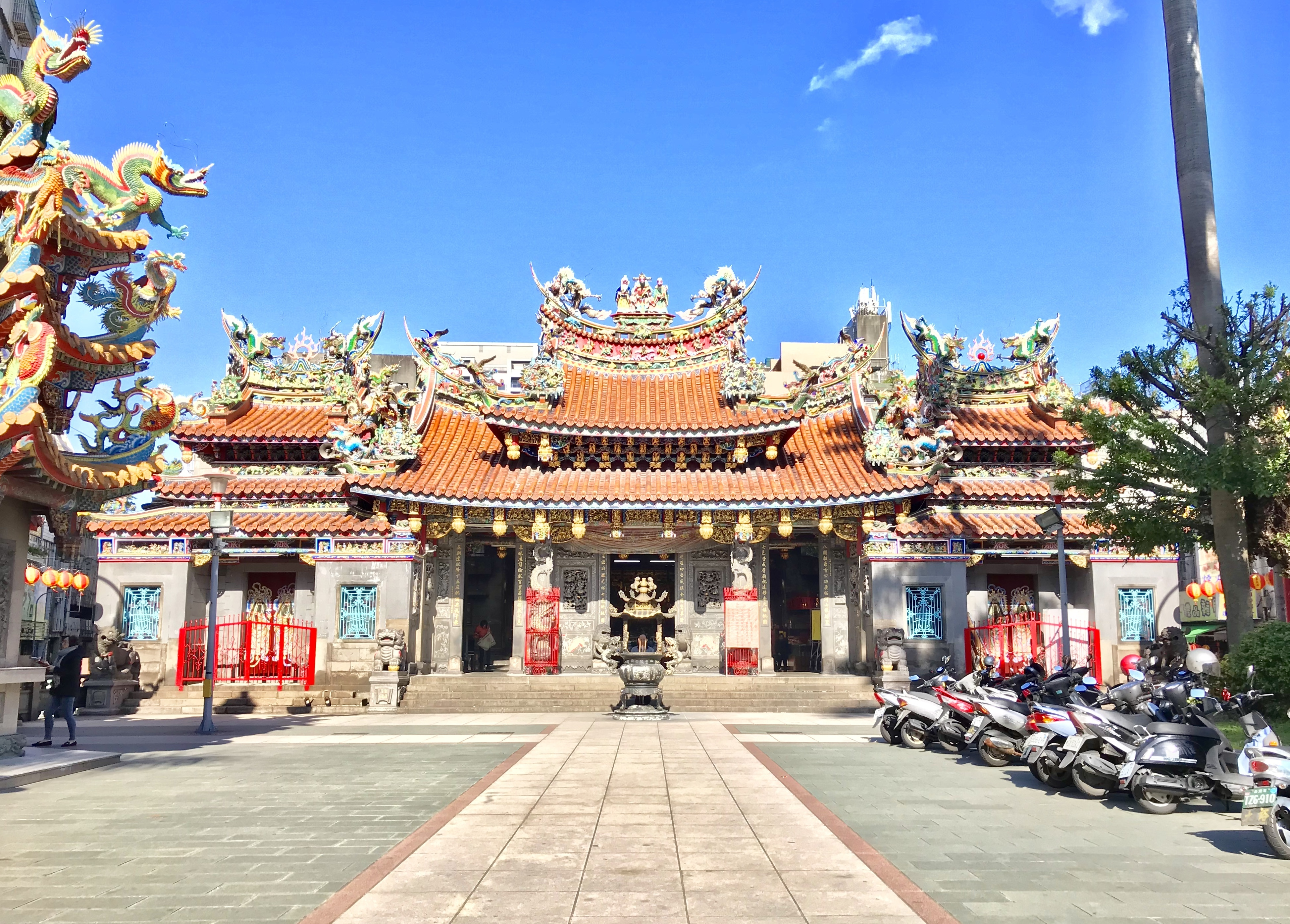
桃園區桃園景福宮
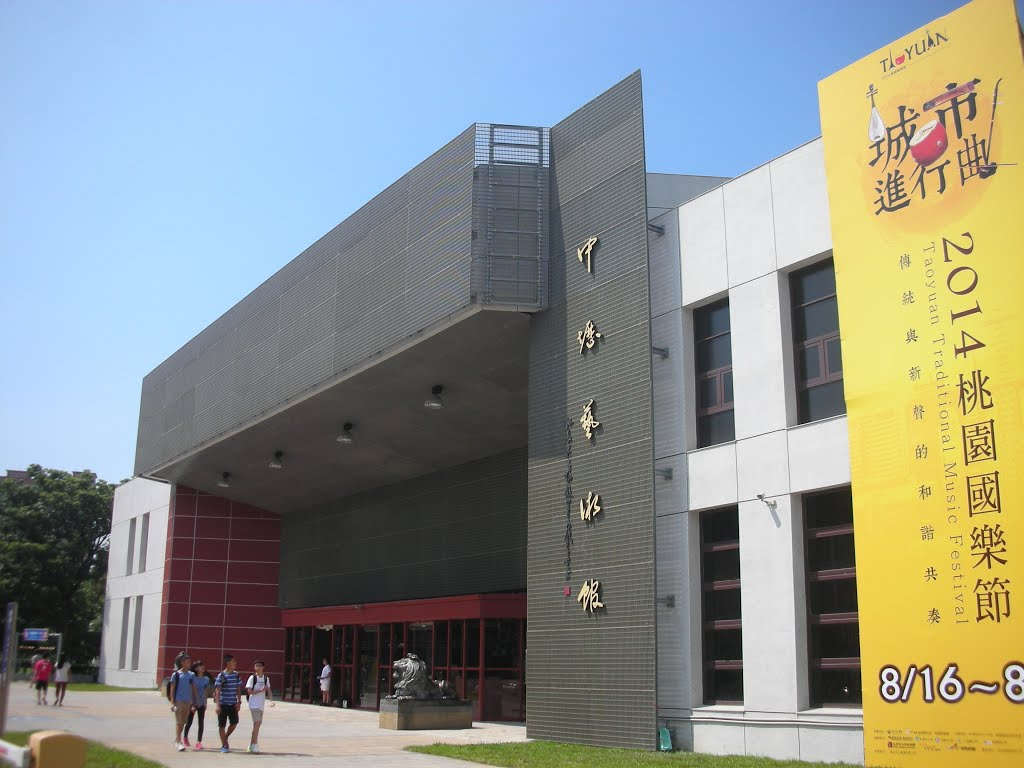
中壢區中壢藝術館
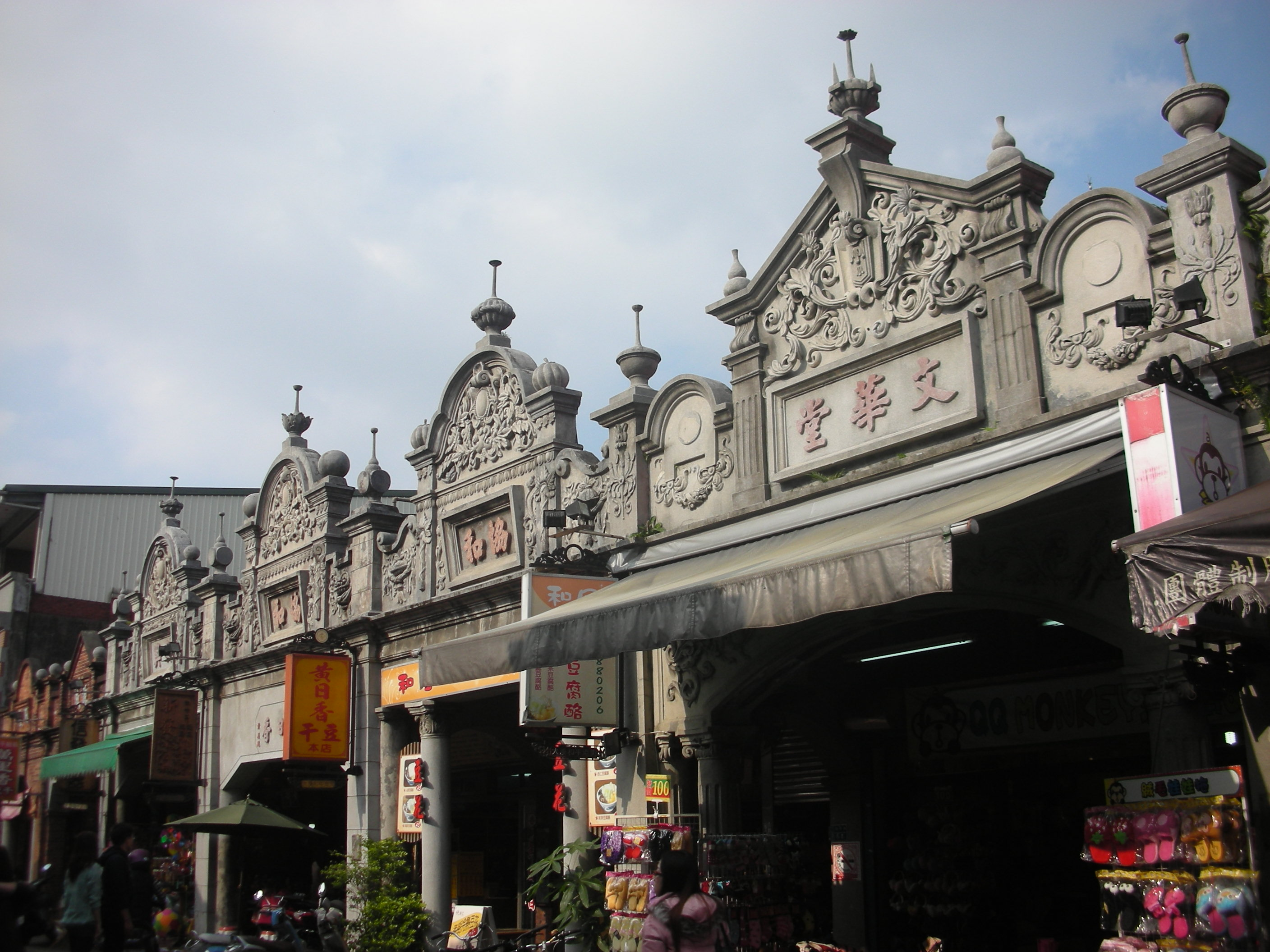
大溪區大溪老街
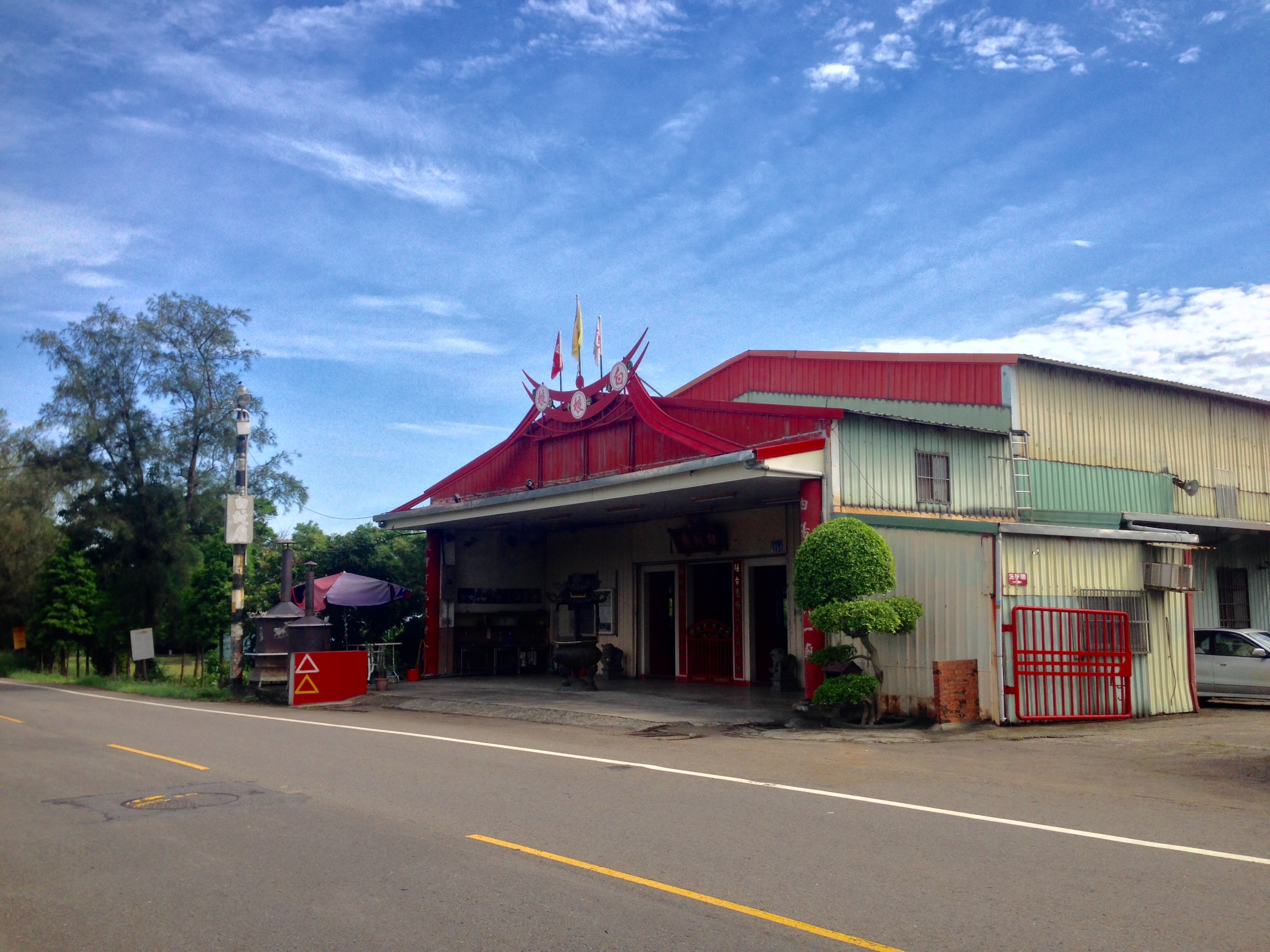
楊梅區白蛇廟
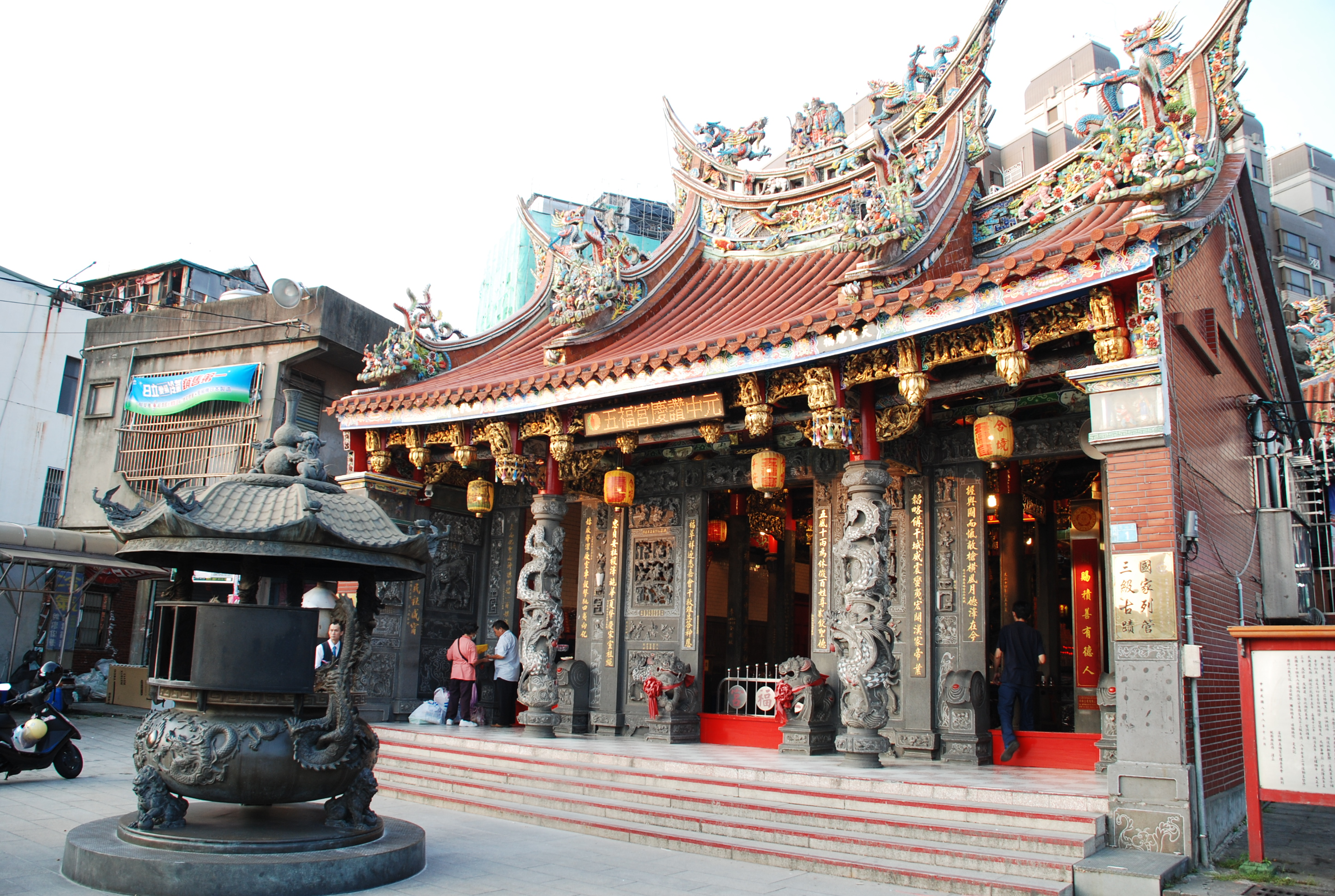
蘆竹區市定古蹟蘆竹五福宮
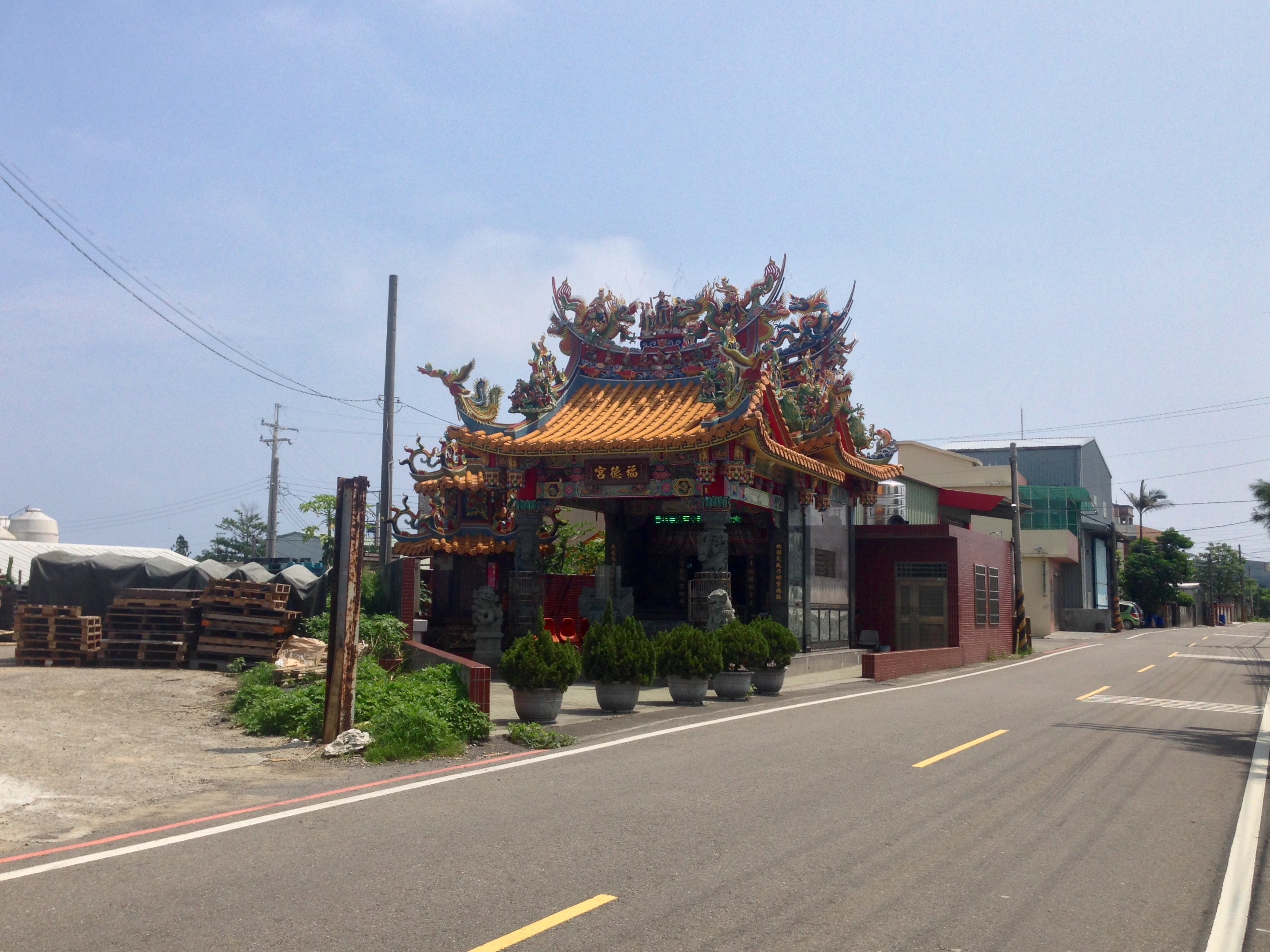
大園區桃園國際機場福德宮
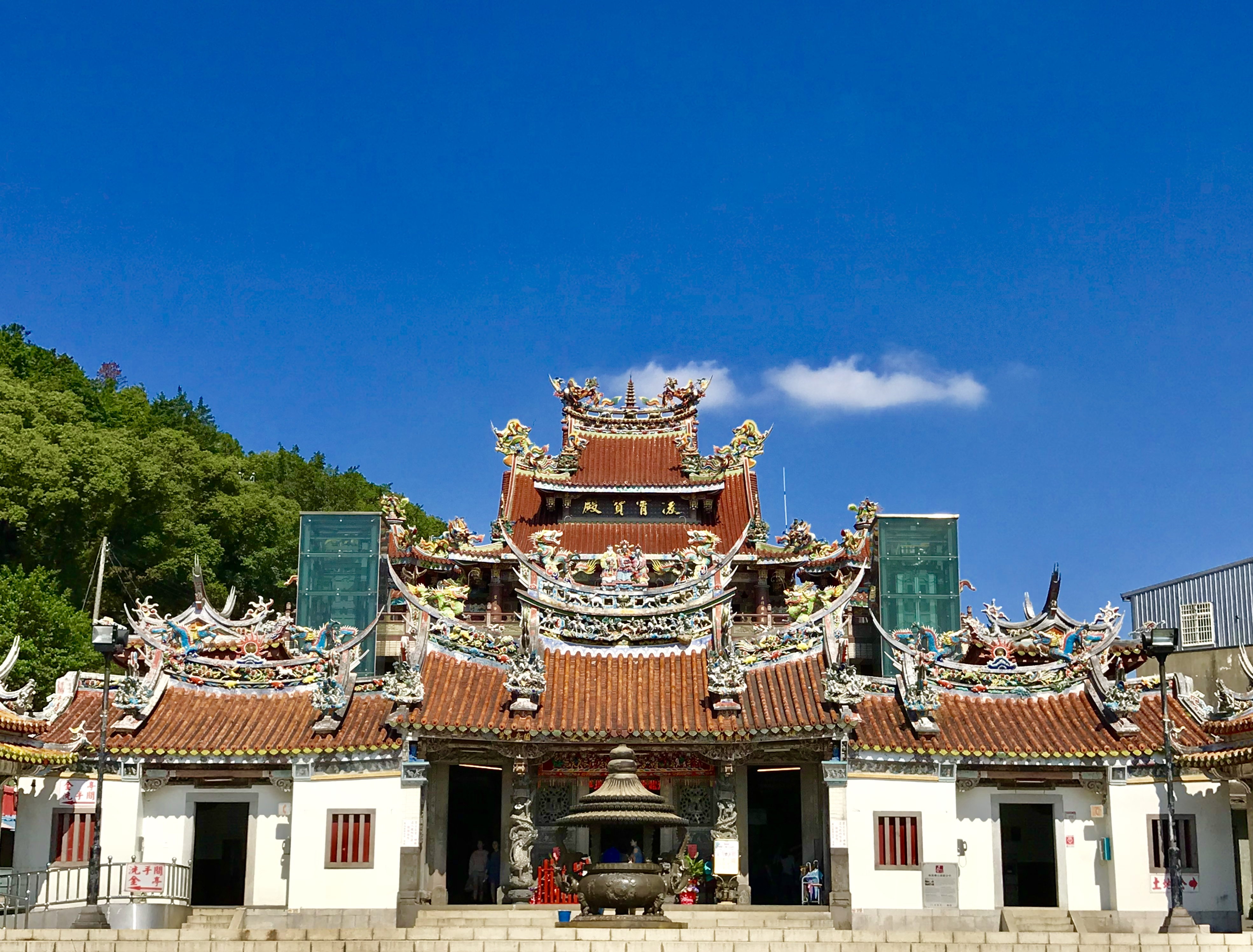
龜山區壽山巖觀音寺
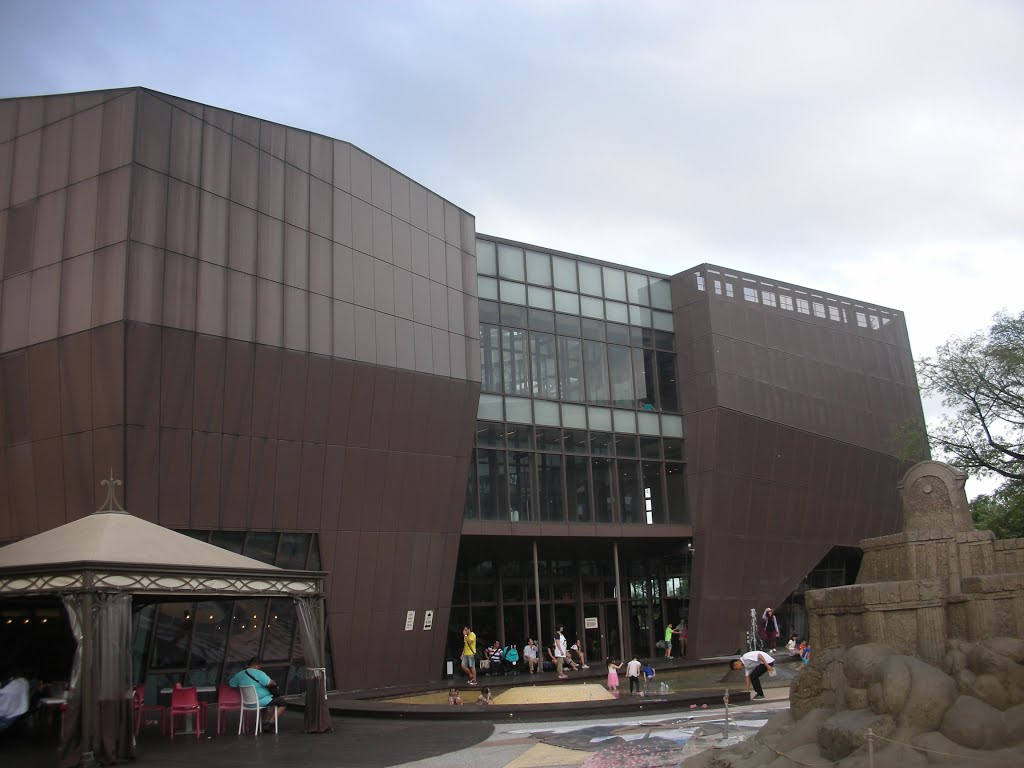
八德區巧克力共和國
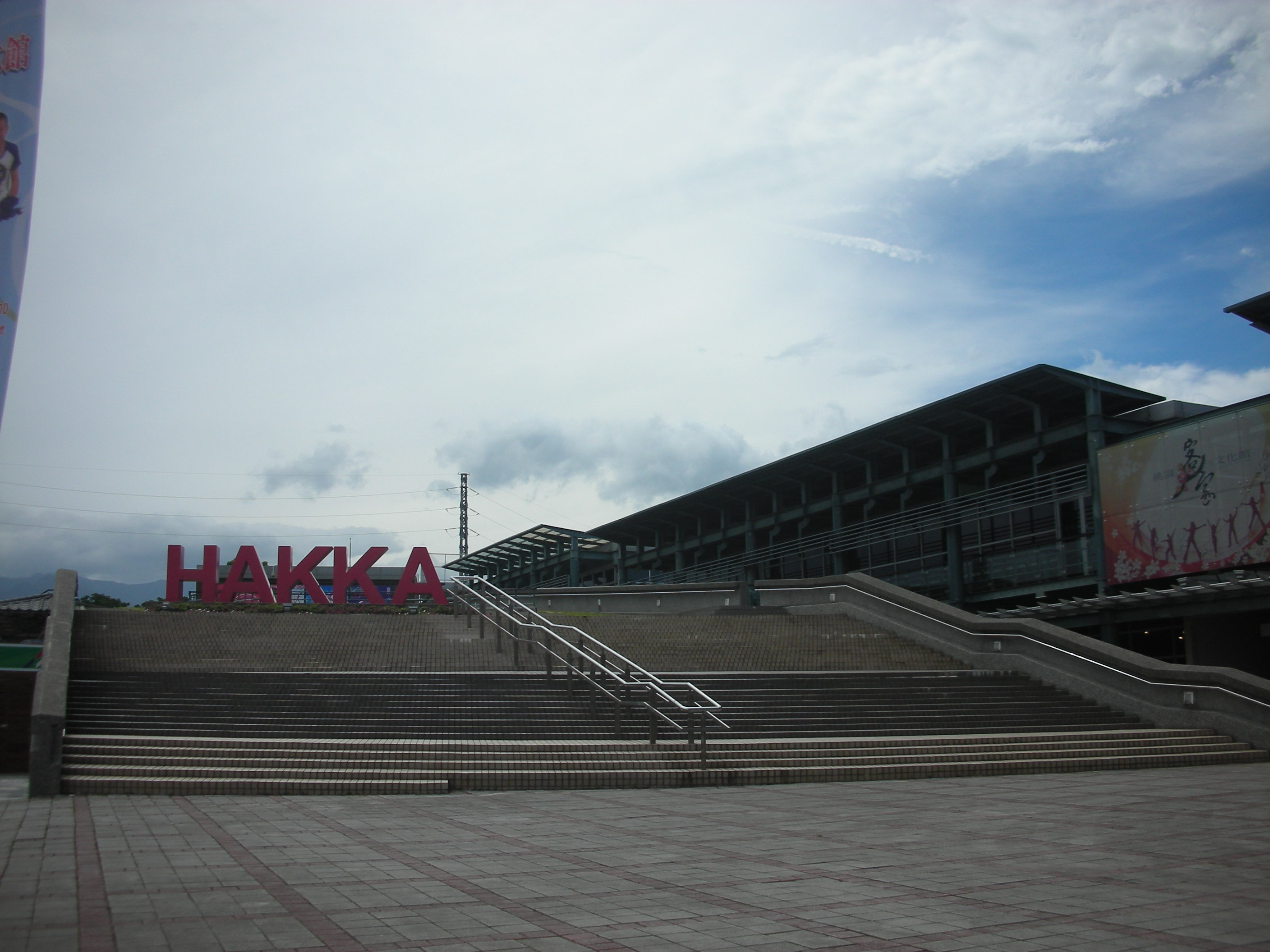
龍潭區桃園市客家文化館
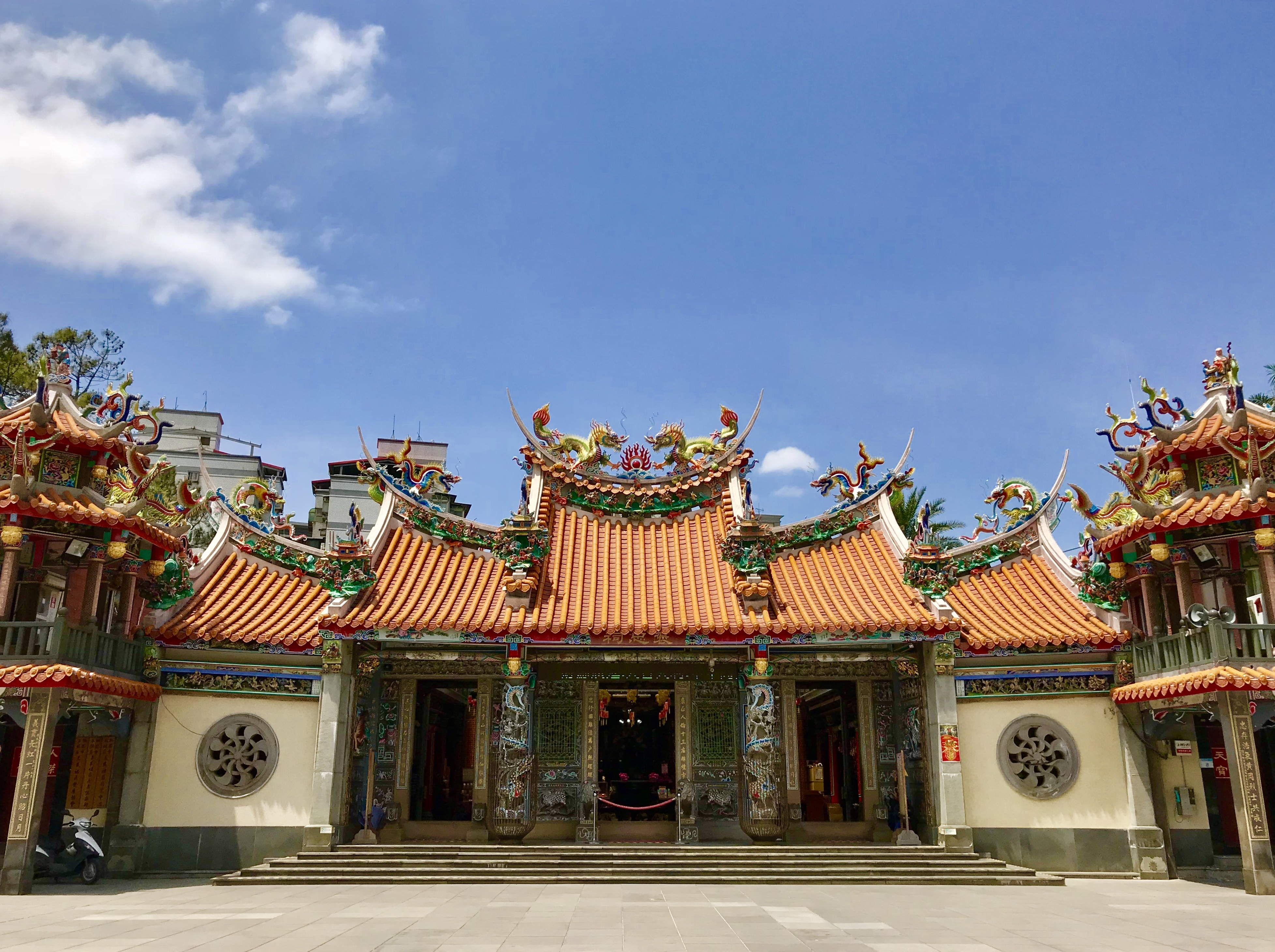
平鎮區平鎮褒忠祠
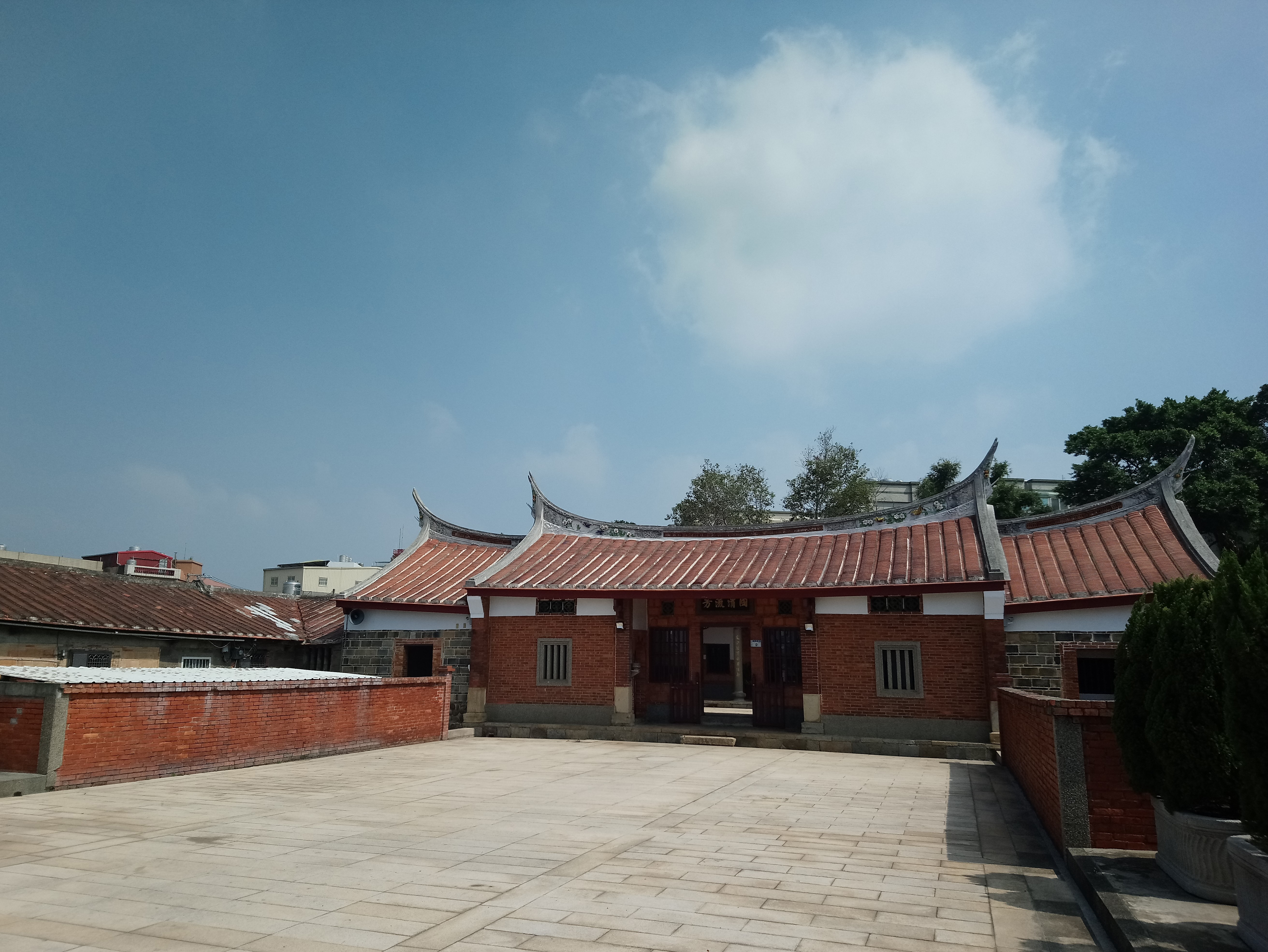
新屋區新屋范姜祖堂
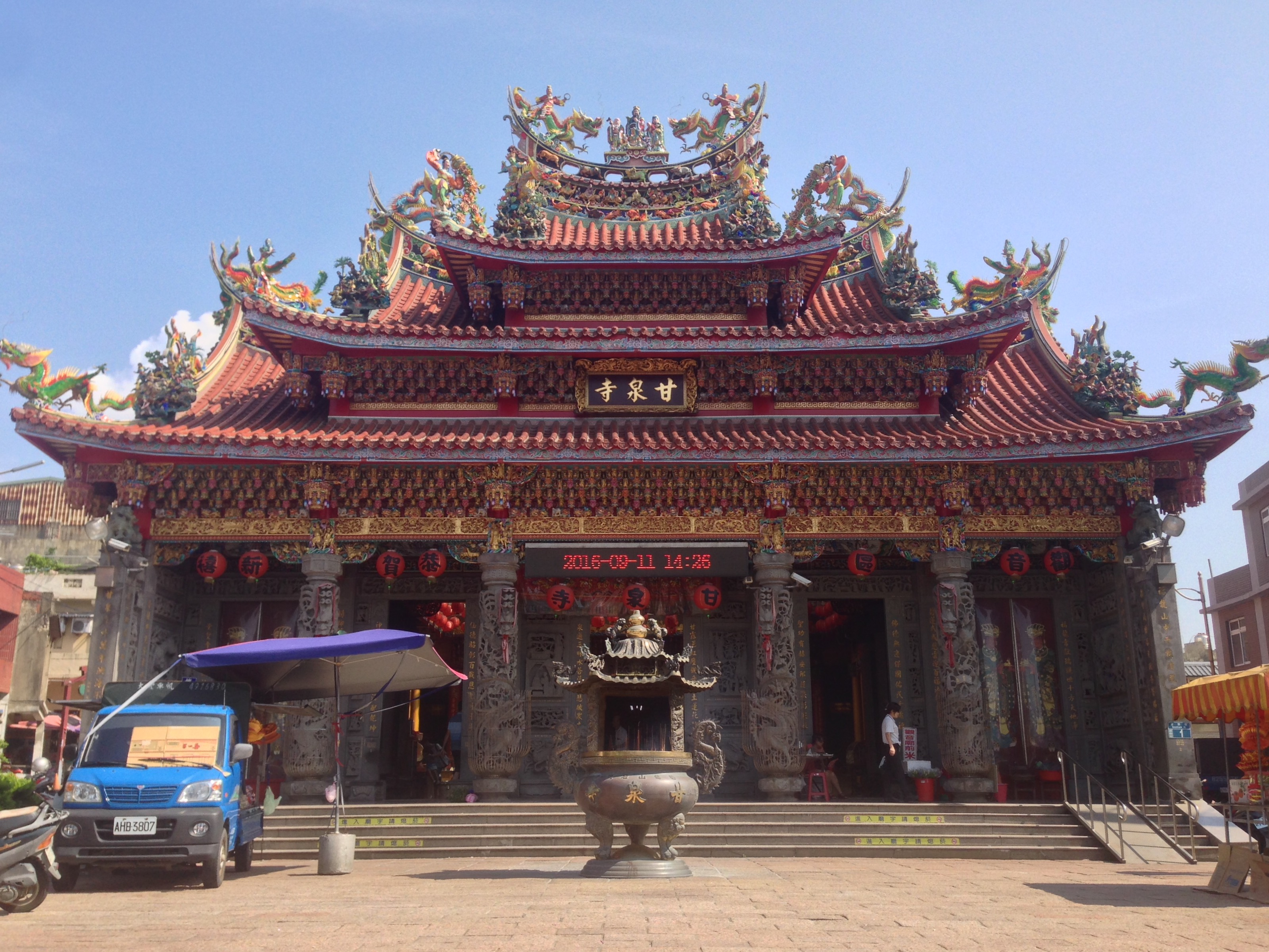
觀音區甘泉寺
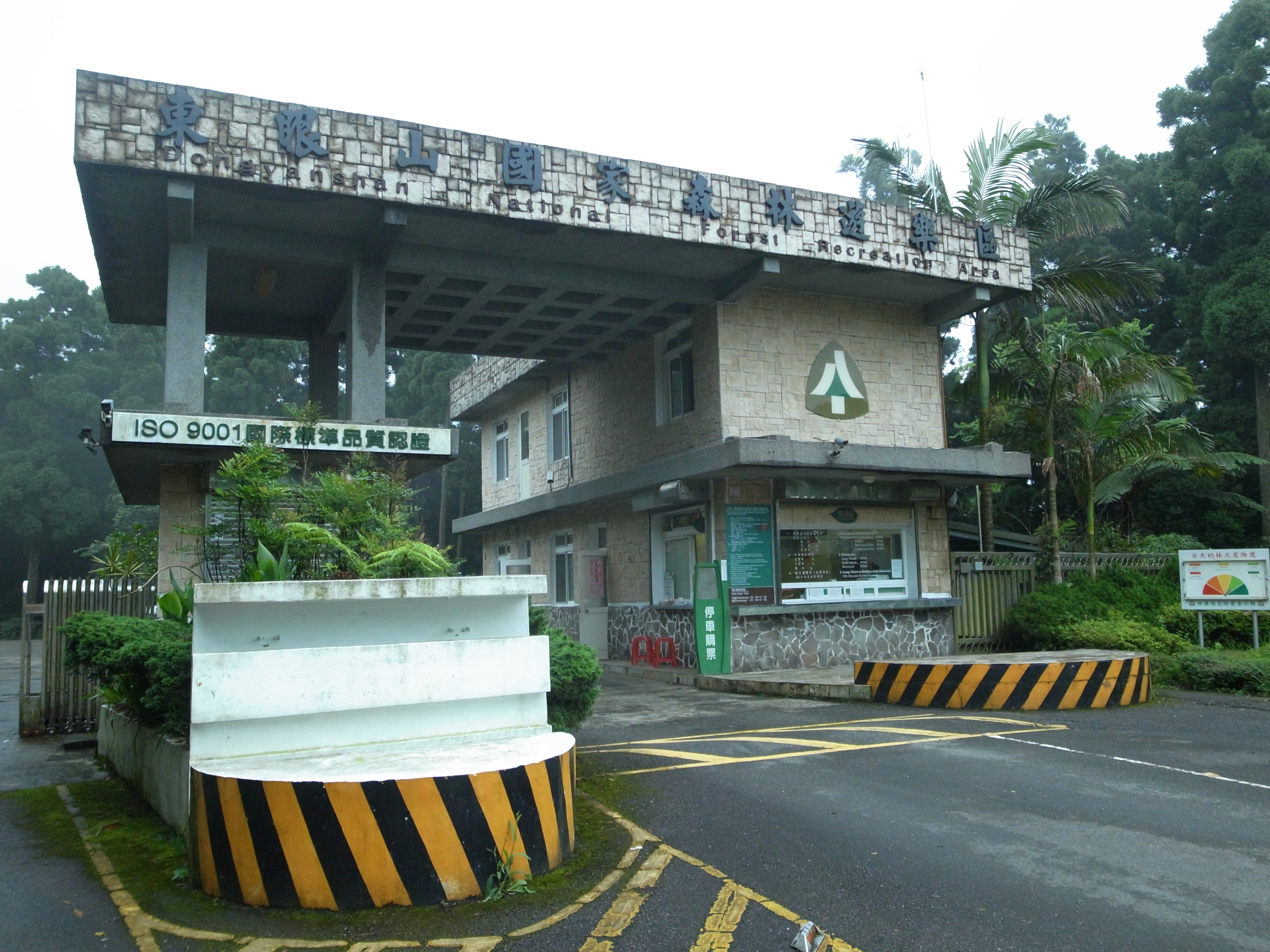
復興區東眼山國家森林遊樂區

## 未實現的計畫
- 曾有桃園市議員在質詢時提出「內壢地區規模應足夠升格為區」，建議增設內壢區作為桃園市第14區，當時桃園市市長答詢表示會請民政局研議。[28]